# Fattoria di Corbignano
La Fattoria di Corbignano è un edificio rurale, situato in via di Corbignano a Settignano, presso Firenze

## Storia e descrizione
Questo massiccio edificio rurale è costituito di due piani; la fattoria è stata costruita utilizzando la pietra e il laterizio, presenta una vaga forma "ad L" e sorge leggermente arretrata rispetto alla strada.
Il nucleo centrale risale al XIV secolo e si addossa a un corpo di fabbrica più basso del XVII secolo, ossia quando la fattoria fu restaurata.
Nella parte più antica si può notare la presenza di una finestra su delle mensole in pietra. Secondo Carocci la villa, fino al Quattrocento, apparteneva agli Zati; essa pervenne poi ai Lippi (1653), poi agli Strozzi, i quali la ridussero a una mera casa colonica, inserendola in un latifondo costruito da loro stessi alle pendici di Settignano.
Agli inizi del Novecento l'acquistò Bernard Berenson, importante storico d'arte, stabilitosi all'inizio del secolo a Firenze, e la aggregò (insieme ai vasti poderi dipendenti della fattoria) a Villa I Tatti; alla morte dello storico dell'arte (1959), è stata affidata alla Harvard University.